# Psigida apollinairei
Psigida apollinairei är en fjärilsart som beskrevs av Paul Dognin 1919. Psigida apollinairei ingår i släktet Psigida och familjen påfågelsspinnare. Inga underarter finns listade.